# Bessie (Oklahoma)
Pour les articles homonymes, voir Bessie (homonymie).
Bessie est une ville du comté de Washita, dans l'État d'Oklahoma, aux États-Unis,. En 2010, elle compte une population de 181 habitants.

## Démographie
Lors du recensement de 2010, la ville comptait une population de 181 habitants, tandis qu'en 2019, elle est estimée à 174 habitants.